# Regent L.P.
Regent L.P. est une société de capital-investissement multisectorielle basée à Beverly Hills, en Californie. La plupart des investissements de Regent ont été réalisés dans les secteurs des logiciels, de la technologie, des produits de consommation, de la vente au détail et des médias. Son fondateur et président est Michael Reinstein.

## Historique
La première acquisition de Regent a eu lieu en 2013, lorsque la société a racheté la plateforme de vidéo en ligne Rovi Entertainment Store à Rovi Corporation avec un investisseur basé à Austin, au Texas. La société a ensuite racheté l'activité vidéo CinemaNow à Best Buy. Regent et ses partenaires ont vendu ces activités à FilmOn en 2015,,.
En septembre 2013, les partenaires de la société ont pris le contrôle de Skinit, une société de commerce électronique basée à San Diego, auprès de la société de capital-investissement Ares Management. Regent a racheté Halco Rock Tools à Caterpillar Inc. en septembre 2014. La société a acquis le fournisseur de technologies de voyage Pegasus Solutions en octobre 2014 dans le cadre d'une transaction qui comprenait la cession de l'activité de services de distribution de Pegasus à HIG Capital,,,. Regent a acquis la société de technologie de la Silicon Valley NexTag en mars 2015 auprès d'un consortium d'investisseurs dirigé par la Deutsche Bank.
En octobre 2015, Regent a acheté la société de catalogue et de commerce électronique Lillian Vernon Corporation et l'entreprise de vente par correspondance Current, Inc. à Taylor Corporation, basée dans le Minnesota,,. Regent détient également l'éditeur de magazines HistoryNet et la société d'édition militaire et de défense Sightline Media Group, qu'elle a achetée à Tegna en 2016,,. Sightline Media Group publie Armed Forces Journal, Defense News, Army Times, Navy Times, Air Force Times et Federal Times. Les activités de Sightline ont été dirigées par David Smith, directeur des médias basé à Washington D.C., jusqu'en 2018.
En octobre 2017, Regent a acheté la division des salons de luxe de Regis Corporation qui exploitait plusieurs marques, notamment Regis, MasterCuts, Hennessey et Carlton Hair en Amérique du Nord et les marques Regis et Supercuts en Europe.
Le 30 novembre 2017, Time Inc. a annoncé la vente de la marque Sunset à Regent LP, fondée en 1898 et desservant un public de 6,5 millions de personnes sur ses plateformes numériques, imprimées et sociales.
En janvier 2019, L. Brands, société mère de Victoria's Secret, a vendu le détaillant de lingerie et de vêtements de nuit La Senza à Regent.
En février 2019, Regent a acheté l'entreprise alimentaire Plainville Farms à la société alimentaire américaine Hain Celestial Group.
En août 2019, Regent a acheté les marques Diamondback Bicycles et Redline Bicycles ainsi que plusieurs autres entreprises de cyclisme à la société de bicyclettes néerlandaise Accell.
En novembre 2019, Regent achète la maison de couture Escada à une filiale de la multinationale ArcelorMittal S.A..
En mai 2021, Ralph Lauren Corporation a annoncé qu'elle vendrait sa marque Club Monaco à Regent LP,.

## Source
- (en) Cet article est partiellement ou en totalité issu de l’article de Wikipédia en anglais intitulé « Regent LP » (voir la liste des auteurs).